# Antarchaea pryeri
Antarchaea pryeri är en fjärilsart som beskrevs av Alfred Ernest Wileman och South 1917. Antarchaea pryeri ingår i släktet Antarchaea och familjen nattflyn. Inga underarter finns listade i Catalogue of Life.